# The Morgan Library & Museum
La Biblioteca Pierpont Morgan (J. Pierpont Morgan Library), llamada actualmente Biblioteca y Museo Morgan (The Morgan Library & Museum) es un museo y biblioteca de investigación en Nueva York, Estados Unidos (225 Madison Avenue at 36th Street). 

## Historia
Fue fundada en 1906, con el fin de almacenar la biblioteca privada de John Pierpont Morgan. En esta biblioteca estaban incluidos, además de manuscritos y libros impresos, una peculiar colección de impresos y dibujos. 

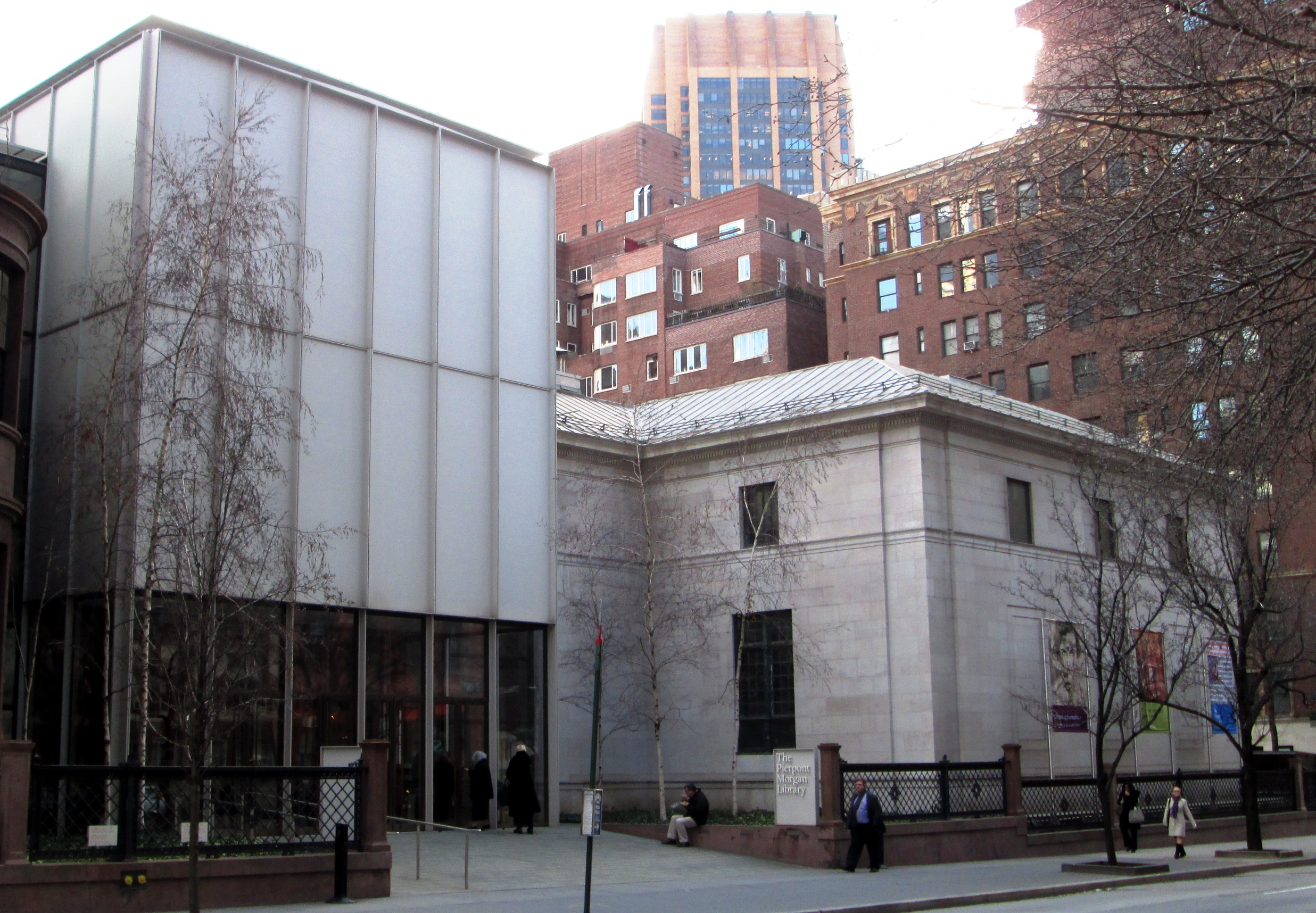
La entrada rediseñada por Renzo Piano (2006, izqda.) y el anexo diseñado por Benjamin Wistar Morris (1928, dcha.)

El edificio fue diseñado por Charles McKim, de la firma McKim, Mead & White, y construido a un costo de 1,2 millones de dólares. En 1924, el hijo de J. P. Morgan transformó a la biblioteca en una institución pública.

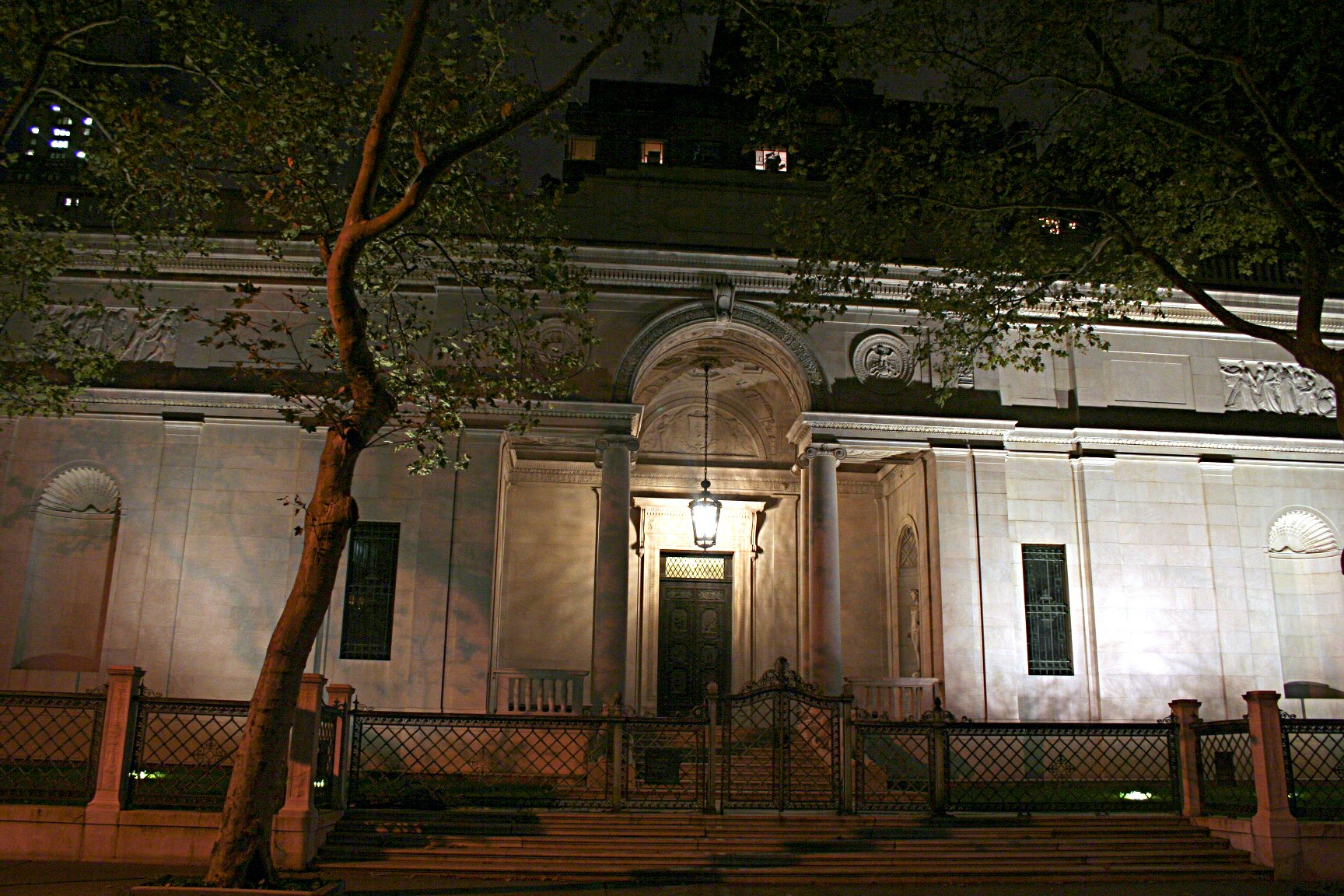
Edificio McKim de la Biblioteca y Museo Morgan.

Actualmente, la biblioteca está formada por un complejo de edificios que sirven adicionalmente como museo y como centro de investigación. 

## Colección
Contiene manuscritos originales de Walter Scott, Honoré de Balzac, Bob Dylan, Charlotte Brontë, Charles Dickens y otros autores. Adquirió en 1977 el pergamino Vindel del siglo XIII, única copia existente con la música de cantigas del trovador Martín Códax. También tiene una gran cantidad de incunables, e impresiones y dibujos de artistas europeos como Leonardo da Vinci, Rembrandt, Miguel Ángel, Rubens, Durero y Picasso. La biblioteca tiene varias de las primeras biblias que fueron impresas, incluyendo tres biblias de Gutenberg. También posee uno de los dos originales existentes de Le Morte d'Arthur, que imprimió William Caxton en 1485, y el original de Ivanhoe, novela de Walter Scott. Hay que destacar además el libro Las horas de los Farnese, ilustrado con miniaturas por Giulio Clovio.
El The Morgan Library & Museum se encuentra inscrito como un Hito Histórico Nacional en el Registro Nacional de Lugares Históricos desde el 13 de noviembre de 1966.